# Ucar
Ucar – miasto w centralnym Azerbejdżanie, stolica rejonu Ucar. Populacja wynosi 18,3 tys. (2022).